# Vejvanov
Vejvanov è un comune della Repubblica Ceca facente parte del distretto di Rokycany, nella regione di Plzeň.